# Домашно
Домашно (пол. Domaszno) — село в Польщі, у гміні Джевиця Опочинського повіту Лодзинського воєводства.
Населення — 519 осіб (2011).
У 1975-1998 роках село належало до Радомського воєводства.

## Демографія
Демографічна структура станом на 31 березня 2011 року:
|          | Загалом | Допрацездатний вік | Працездатний вік | Постпрацездатний вік |
| -------- | ------- | ------------------ | ---------------- | -------------------- |
| Чоловіки | 264     | 57                 | 164              | 43                   |
| Жінки    | 255     | 50                 | 123              | 82                   |
| Разом    | 519     | 107                | 287              | 125                  |